# Johnny Pemberton
John Pemberton (né le 1er juin 1981) est un acteur, comédien, animateur de podcast et streamer américain originaire de Rochester au Minnesota,. Il est principalement connu pour son rôle dans la sitcom éphémère Fox Son of Zorn. Il est également apparu comme personnage récurrent dans la sitcom NBC Superstore.

## Podcast
John Pemberton anime un podcast (avec des effets vocaux excentriques et des sélections musicales éclectiques ; en particulier du reggae, des canulars téléphoniques et des interviews d'invités) appelé Live to Tape (anciennement connu sous le nom de Twisting the Wind ) sur Starburns Audio.

## Streaming
Pemberton commence à faire des lives sur Twitch en 2020. Ses émissions à diffusion hebdomadaires consistent en du "just chatting", des interviews, du jardinage et des jeux vidéo.

## Filmographie

### Film
| Year | Title                        | Role                     | Notes |
| ---- | ---------------------------- | ------------------------ | ----- |
| 2009 | In the Loop                  | A.J. Brown               |       |
| 2011 | Let Go                       | Preppy Kid               |       |
| 2012 | Dream World                  | Richard                  |       |
| 2012 | 21 Jump Street               | Delroy                   |       |
| 2012 | The Watch                    | Skater Kid               |       |
| 2012 | This Is 40                   | Room Service Waiter      |       |
| 2014 | 22 Jump Street               | Delroy                   |       |
| 2014 | Jason Nash Is Married        | Desk Guy                 |       |
| 2015 | Band of Robbers              | Tommy Barnes             |       |
| 2015 | Ant-Man                      | Ice Cream Store Customer |       |
| 2016 | The 4th                      | Scotty                   |       |
| 2016 | Neighbors 2: Sorority Rising | Frat President           |       |
| 2017 | The Night Is Young           | Darren                   |       |
| 2018 | Action Point                 | Ziffel                   |       |
| 2018 | Living Room Coffin           | Peter                    |       |
| 2019 | Headlock                     | Scotty                   |       |
| 2019 | Tone-Deaf                    | Uriah                    |       |
| 2021 | King Knight                  | Desmond                  |       |
| 2022 | Unplugging                   | Tim                      |       |
| 2022 | Weird: The Al Yankovic Story | Johnny Barf              |       |

### Télévision
| Year      | Title                      | Role                                                           | Notes                                                |
| --------- | -------------------------- | -------------------------------------------------------------- | ---------------------------------------------------- |
| 2010      | Philadelphia               | Craig                                                          | 2 épisodes                                           |
| 2013      | Bob's Burgers              | Dr. Eigerman (voice)                                           | Épisode : " Les enfants tiennent le restaurant"      |
| 2013      | New Girl                   | Prom Date                                                      | Épisode : "Virgins"                                  |
| 2013      | Adventure Time             | Braco (voice)                                                  | Épisode : "The Suitor"                               |
| 2013      | Perception                 | Imaginary Fanboy                                               | Épisode : "Alienation"                               |
| 2013      | Family Tools               | Mason Baumgardner                                              | Rôle principale                                      |
| 2013–2015 | Kroll Show                 | Johnny / Cameron / Kevin                                       | Rôle récurrent                                       |
| 2015      | Community                  | Assistant                                                      | Épisode : "Études queer et épilation: Niveau avancé" |
| 2015      | Review                     | Tim                                                            | Épisode : "Curing Homosexuality, Mile High Club"     |
| 2015      | Bienvenue chez les Huang   | Clark                                                          | Épisode : "C'est qui le patron ?"                    |
| 2015–2018 | Pickle and Peanut          | Peanut (voice)                                                 | Rôle principale                                      |
| 2015–2021 | Superstore                 | Bo Thompson                                                    | Rôle récurrent                                       |
| 2016–2017 | Son of Zorn                | Alangulon ("Alan") Bennett                                     | Rôle principale                                      |
| 2017      | You're the Worst           | Max                                                            | Rôle récurrent, saison 4                             |
| 2018      | I Feel Bad                 | Griff                                                          | Rôle principale                                      |
| 2019      | Just Roll with It          | Lil Pouty                                                      | 3 épisodes                                           |
| 2019      | Drinks of My Life          | himself                                                        | Épisode :"Johnny Pemberton"                          |
| 2020      | The Midnight Gospel        | Cornelius / Fred / Steve / Billix French Jr. / President's Aid | Épisodes : "Aveuglé par ma fin", "Le goût du roi"    |
| 2020      | Corporate                  | Donovan                                                        | Épisode : "Pickles 4 Breakfast"                      |
| 2021      | Les Facteurs de Middlemost | Ryan                                                           | Rôle récurrent                                       |
| 2021      | New York, unité spéciale   | Travis Hillsdale                                               | Épisode : "One More Tale of Two Victims"             |
| 2024      | Fallout                    | Thaddeus                                                       | 4 épisodes                                           |

| Année     | Titre      | Rôle            | Remarques         |
| --------- | ---------- | --------------- | ----------------- |
| 2009-2010 | Gigabots   | Phénix Stryker  | Le rôle principal |
| 2011      | Vise haut  | Marcus Anderson | rôle récurrent    |
| 2013      | Poundhouse | Johnny          | rôle récurrent    |